# پل اسکن
سر پل گادوین اسکن (انگلیسی: Sir Paul Godwin Scoon؛ زادهٔ ۴ ژوئیهٔ ۱۹۳۵ – درگذشته ۲ سپتامبر ۲۰۱۳) یک سیاست‌مدار اهل گرنادا بود. وی از ۳۰ سپتامبر ۱۹۷۸ تا ۶ اوت ۱۹۹۲ فرماندار گرنادا بود.
پل اسکن در ۲ سپتامبر ۲۰۱۳، در سن ۷۸ سالگی درگذشت.